# Cudków
Cudków – wieś w Polsce położona w województwie śląskim, w powiecie częstochowskim, w gminie Dąbrowa Zielona.
Wieś duchowna Sutków, własność opactwa cystersów w Jędrzejowie położona była w końcu XVI wieku w powiecie radomszczańskim województwa sieradzkiego.
W latach 1975–1998 miejscowość administracyjnie należała do województwa częstochowskiego.